# 博夫勒蒙
博夫勒蒙（法語：Beaufremont，法語發音：[bofʁəmɔ̃] ⓘ）是法国大東部大區孚日省的一个市镇，属于讷沙托区。

## 地理
博夫勒蒙（48°15'24"N, 5°45'16"E）面积9.02 平方千米，位于法国大東部大區孚日省，该省份为法国东北部内陆省份，北起默兹省和默尔特-摩泽尔省，西接上马恩省，南至上索恩省和贝尔福地区省，东临上莱茵省和下莱茵省。
与博夫勒蒙接壤的市镇（或旧市镇、城区）包括：然维洛特、朗达维尔、莱姆库尔、马兰库尔、欧努瓦、让德勒维尔、阿涅维尔和龙库尔。

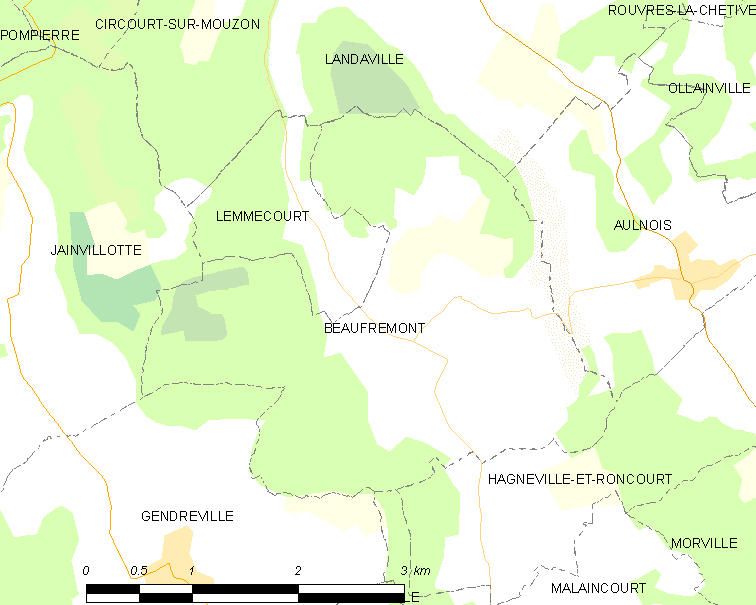
博夫勒蒙的OSM定位图

博夫勒蒙的时区为UTC+01:00、UTC+02:00（夏令时）。

## 行政
博夫勒蒙的邮政编码为88300，INSEE市镇编码为88045。

## 政治
博夫勒蒙所属的省级选区为讷沙托县。

## 人口

1962-2008年间博夫勒蒙人口变化图示

博夫勒蒙于2022年1月1日时的人口数量为88人。